# Multnomah Falls
Multnomah Falls – wodospad położony w Stanach Zjednoczonych, w Oregonie w hrabstwie Multnomah. Wodospad leży na Multnomah Creek, dopływie rzeki Kolumbia, niedaleko jego ujścia gdzie Kolumbia tworzy kanion w Górach Kaskadowych. Wodospad nie jest widoczny z drogi turystycznej wiodącej dnem kanionu (ang. Columbia Gorge Scenic Highway), jednak prowadzi do niego krótka i wygodna ścieżka. Jadąc drogą turystyczną od zachodu wodospad jest około 1 km za Wahkeena Falls.
Multnomah Falls jest najwyższym i najczęściej odwiedzanym wodospadem w Oregonie. Wodospad składa się z trzech części. Najdłuższa jest górna której długość wynosi 165 metrów, natomiast najniższa ma 21 m. Średnia szerokość wodospadu to trzy metry. Na wysokości trzydziestu dwóch ponad dolną częścią jest przerzucony most pieszy, wybudowany w 1914 roku przez Simona Bensona, który umożliwia oglądanie górnej, dłuższej części wodospadu.